# إمبراير إي-جت إي2 (الأسرة)
إمبراير إي-جت إي2  (بالإنجليزية: Embraer E-Jet E2 family) هي طائرة ركاب نفاثة، ضيقة البدن، متوسطة المدى وذات محركين، تحت التطوير من قبل شركة الطيران البرازيلية، إمبراير، لتحل محل أسرة طائرات إمبراير اي-جت. أطلقت في معرض باريس الجوي في عام 2013،  ومن المقرر ان يتم تسليم أول طائرة إمبراير إي-جت إي2 في عام 2018.

## التطوير
في نوفمبر 2011، أعلنت إمبراير أنها ستركز اهتمامها في الوقت الحاضر، على تطوير إصدارات جديده من عائلة اي-جت، بدلا من تصنيع طائرة جديدة كليا. الطرازات الجديدة ستكون في وضع أفضل للتنافس مع بومباردييه سي سيريس، وسوف تكون مدعومة بواسطة محركات جديدة ذات مرواح بقطر أكبر، من شأنها أن تقدم تحسينات في استهلاك الوقود، وستزود بمعدات هبوط أطول قليلا، وسيتم أستخدام الألومنيوم وألياف الكربون بصورة أكبر في عملية تصنيع جناح الطائرة الجديدة. وتسمي إمبراير هذا التطور الجديد بـ «طائرات إي-جت - الجيل الثاني».

## التصميم
من المحتمل أن تكون محركات الطائرة من إنتاج وتوريد شركات جنرال الكتريك للطيران وبرات آند ويتني ورولز رويس. وفي يناير عام 2013، أعلنت إمبراير بأنها قد اختارت محرك برات آند ويتني بيه دبليو 1000 جي المروحي كمحرك حصري لجيلها الثاني الجديد من عائلة طائرات إي-جت.
أيضا تم اختيار نظام (Epic 2) من إنتاج شركة هانيويل بريموس كحزمة الكترونيات الطيران.

## الطرازات

### E175-E2
نموذج (E175-E2)، هو أصغر طائرة في أسرة إي-جت الجيل الثاني، وسيكون بسعة في حدود 80 مقعدا. ومُدد طراز (E175-E2) بصف مقعدي واحد، بالمقارنة مع الجيل الحالي إي-175، سوف تصل سعتهاإلى 88 مقعد الركاب، ومن المقرر تسليم أول طائرة في عام 2020.

### E190-E2
نموذج (E190-E2)، يحافظ على نفس حجم إي-190 الحالية، مع سعة مقعدية تصل إلى 106 مقعدا. ومن المتوقع أن تدخل (E190-E2) الخدمة في النصف الأول من عام 2018.

### E195-E2
نموذج (E195-E2)، مقارنة بطراز إي-195 الحالي، فأنه تمت إضافة ثلاثة صفوف مقاعد، لكي تستوعب ما يصل إلى 132 مقعدا. ومن المقرر أن تدخل (E195-E2)الخدمة في عام 2019.

## أوامر الشراء
| تاريخ الطلب المبدئي | الدولة           | الزبون                              | نوع الطائرة | نوع الطائرة | نوع الطائرة | الطلبية |
| تاريخ الطلب المبدئي | الدولة           | الزبون                              | E175-E2     | E190-E2     | E195-E2     | الطلبية |
| ------------------- | ---------------- | ----------------------------------- | ----------- | ----------- | ----------- | ------- |
| 13 فبراير 2014      | الولايات المتحدة | خطوط سكاي ويست (عميل الإطلاق الأول) | 100         | -           | -           | 100     |
| 17 يوليو 2013       | الولايات المتحدة | ILFC                                | -           | 25          | 25          | 50      |
| 17 يونيو 2013       | الهند            | اير كوستا                           | -           | 25          | 25          | 50      |
| المجموع             | المجموع          | المجموع                             | 100         | 50          | 50          | 200     |

## المواصفات
| الطراز                               | E175-E2 | E190-E2                                                                                                  | E195-E2                                                                                                   |
| ------------------------------------ | --- | --- | --- |
| طاقم القيادة                         | 2 طيار | 2 طيار                                                                                                   | 2 طيار |
| سعة الإركاب                          | 90 مقعد (درجة إركاب واحدة، كثافة عالية) 88 مقعد (درجة إركاب واحدة, 31 بوصة) 80 (درجتين أركاب, 36 و 31 بوصة) | 114 مقعد (درجة إركاب واحدة، كثافة عالية) 106 (درجة إركاب واحدة, 31 بوصة) 97 (درجتين أركاب, 38 و 31 بوصة) | 144 مقعد (درجة إركاب واحدة، كثافة عالية) 132 (درجة إركاب واحدة, 31 بوصة) 118 (درجتين أركاب, 38 و 31 بوصة) |
| طول                                  | 32.3 م (106 قدم)                                                                                            | 36.2 م (119 قدم)                                                                                         | 41.5 م (136 قدم)                                                                                          |
| باع الجناح                           | - | - | - |
| الارتفاع                             | 9.98 م (32.7 قدم)                                                                                           | 11 م (36 قدم)                                                                                            | 10.9 م (36 قدم)                                                                                           |
| الوزن فارغة                          | - | - | - |
| أقصى وزن للإقلاع                     | 44,330 كـغ (97,730 رطل)                                                                                     | 56,900 كـغ (125,400 رطل)                                                                                 | 59,400 كـغ (131,000 رطل)                                                                                  |
| الحد الأقصى لوزن الهبوط              | 39,100 كـغ (86,200 رطل)                                                                                     | 49,450 كـغ (109,020 رطل)                                                                                 | 53,750 كـغ (118,500 رطل)                                                                                  |
| أقصى وزن للحمولة                     | 10,310 كـغ (22,730 رطل)                                                                                     | 13,080 كـغ (28,840 رطل)                                                                                  | 15,150 كـغ (33,400 رطل)                                                                                   |
| طول مدرج الاقلاع مع أقصى وزن للإقلاع | 2,240 م (7,350 قدم)                                                                                         | 1,800 م (5,900 قدم)                                                                                      | 1,950 م (6,400 قدم)                                                                                       |
| طول مدرج الهبوط مغ وزن الهبوط الاقصى | 1,350 م (4,430 قدم)                                                                                         | 1,250 م (4,100 قدم)                                                                                      | 1,350 م (4,430 قدم)                                                                                       |
| السرعة القصوى                        | Mach 0.82 (870 km/h, 470 kn, 541 mph)                                                                       | Mach 0.82 (870 km/h, 470 kn, 541 mph)                                                                    | Mach 0.82 (870 km/h, 470 kn, 541 mph)                                                                     |
| المدى                                | 3,556 كـم (1,920 nmi)                                                                                       | 5,186 كـم (2,800 nmi)                                                                                    | 3,704 كـم (2,000 nmi)                                                                                     |
| سقف الخدمة                           | 41,000 قدم (12,500 متر)                                                                                     | 41,000 قدم (12,500 متر)                                                                                  | 41,000 قدم (12,500 متر)                                                                                   |
| المحركات                             | 2× برات آند ويتني بيه دبليو 1700 جي                                                                         | 2× برات آند ويتني بيه دبليو 1900 جي                                                                      | 2× برات آند ويتني بيه دبليو 1900 جي                                                                       |
| قوة الدفع للمحرك الواحد              | 15,000 رطل (67 كيلو نيوتن) – PW1700G                                                                        | 19,000-22,000 رطل (85-98 كيلو نيوتن) – PW1900G                                                           | 19,000-22,000 رطل (85-98 كيلو نيوتن) – PW1900G                                                            |

Sources: Embraer E-jets E2, flightglobal.com

## وصلات خارجية
- إمبراير إي-جت إي2
- حول إمبراير إي-جت إي2